# DSDL
DSDL은 대한민국의 부동산 및 경영컨설팅업체이다. 범효성가에서 분가한 기업으로 1963년에 설립되었으며 본사는 서울특별시에 있다. 대표이사는 조현강이다.

## 사업 영역
- 개발사업부문
- 호텔사업부문
- 식음료사업부문
- 임대사업부문
- 제조사업부문

## 같이 보기
- 대한민국의 경제
- 효성그룹